# Sungai Korang
Sungai Korang is een bestuurslaag in het regentschap Padang Lawas van de provincie Noord-Sumatra, Indonesië. Sungai Korang telt 2777 inwoners (volkstelling 2010).